# فرانك ايكن
فرانك ايكن (بالإنجليزية: Frank Aiken)‏ (و. 1898 – 1983 م) هو دبلوماسي، وسياسي من جمهورية أيرلندا .

## روابط خارجية
- فرانك ايكن على موقع مونزينجر (الألمانية)